# Pat Perez
Patrick Anthony "Pat" Perez, född 1 mars 1976 i Phoenix i Arizona, är en amerikansk professionell golfspelare som spelar för Liv Golf. Han har tidigare spelat bland annat på PGA Tour och Buy.com Tour.
Perez har vunnit tre PGA-vinster och en Buy.com-vinst. Han har också varit med och vinna lagtävlingarna för Liv Golf Invitational Portland, Liv Golf Invitational Bedminster och Liv Golf Invitational Boston med 4 Aces, tillsammans med landsmännen Talor Gooch, Dustin Johnson och Patrick Reed. Det har gett honom totalt 2,25 miljoner amerikanska dollar i prispengar utöver de individuella prispengarna som Perez har fått för de nämnda deltävlingarna i Liv Golf Invitational Series 2022. Perezs bästa resultat i majortävlingar är en delad sjätte plats vid 2005 års PGA Championship. Utöver det slutade han på en delad tredje plats vid 2006 års The Players Championship.
Han studerade vid Arizona State University och spelade golf för deras idrottsförening Arizona State Sun Devils.